# Palazzo Fernandez

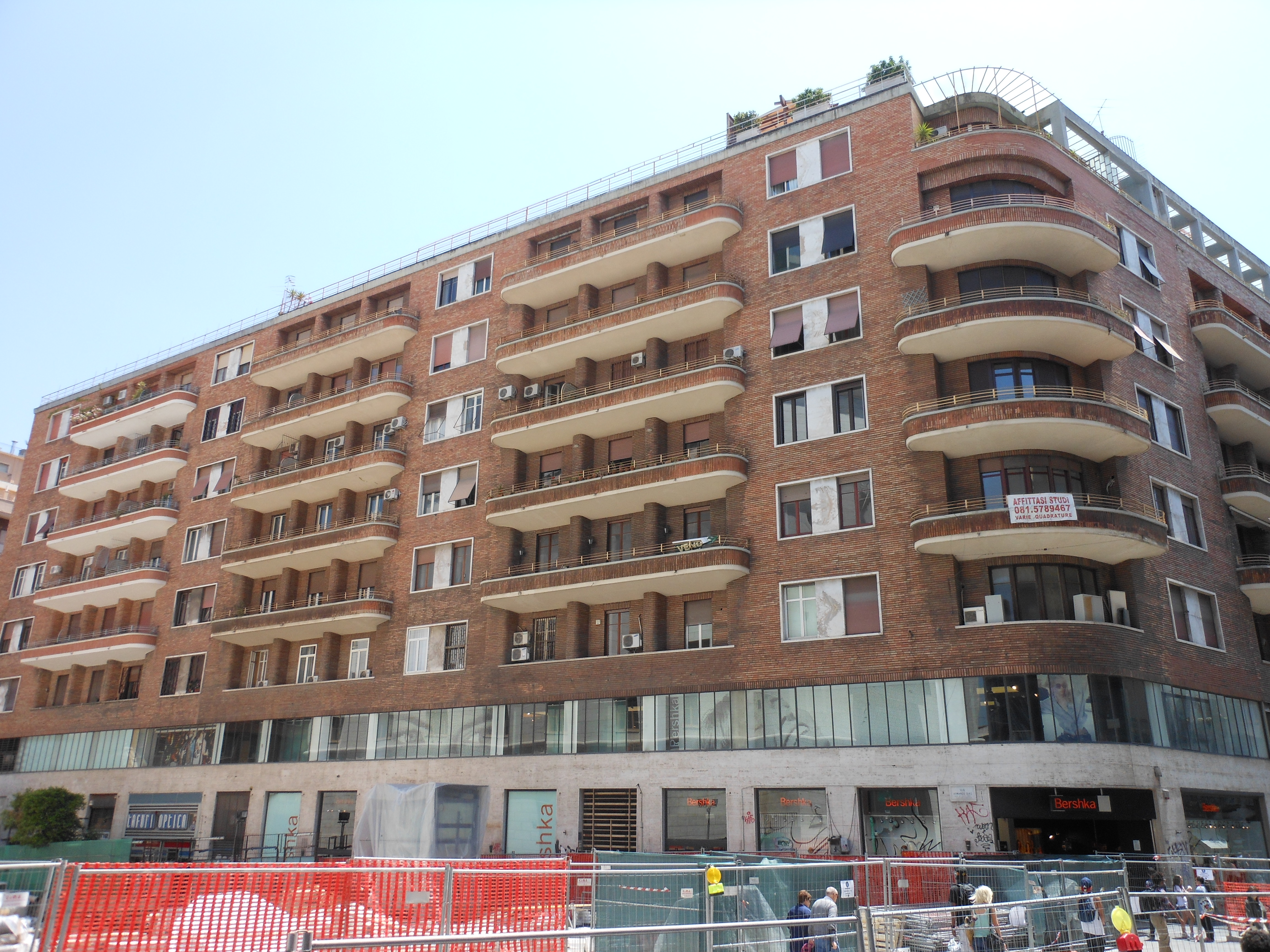
Palazzo Fernandez in Neapel im Jahre 2012

Der Palazzo Fernandez, auch Palazzo della Standa genannt, ist ein Wohnpalast aus den 1940er-Jahren im Viertel San Giuseppe in Neapel in der italienischen Region Kampanien. Er liegt in der Via Amando Diaz, 8, an der Ecke zur Via Toledo.

## Geschichte
Der Wohnblock wurde vom Architekten Ferdinando Chiaromonte geplant und in den Jahren 1938–1940 vom Bauunternehmen Fernandez errichtet (daher der Name). Nach dem Zweiten Weltkrieg wurde er nach dem Abriss der Kirche San Giovanni Battista dei Fiorentini, die hinter dem ursprünglichen Wohnblock lag, erweitert.
Von 1938 bis 1993 war dort das Warenhaus der Supermarktkette Standa untergebracht, das im Erdgeschoss lag.

## Beschreibung
Das Gebäude ist gegenüber anderen Gebäuden aus faschistischer Zeit weniger bekannt; es erweckt dagegen großes Interesse wegen seiner weichen Linien, insbesondere an den Balkonen, die an die Fassade des Florin Court (eines Art-Déco-Gebäudes in London, das einige Jahre vorher erbaut worden war) erinnern und bezeugen, wie stilistisch wertig die faschistische Phase der Rekonstruktion des alten Viertels San Giuseppe war.
Der Palazzo Fernandez erstreckt sich im Gegensatz zum gegenüber liegenden Palazzo della Banca Nazionale del Lavoro in der Länge; letzterer kann die Vertikalität der Fassade seinen Stärken zählen. Aus diesem Grund muss man unterstreichen, dass der Eingang zum neuen Viertel, also genau die Via Amando Diaz, obwohl architektonisch wertig, nicht nach der Orgnizität der Gebäude projektiert wurde, die nicht untereinander in Zusammenhang stehen.